# Banco Central de la República de Turquía
El Banco Central de la República de Turquía, CBRT (en turco: Türkiye Cumhuriyet Merkez Bankası, TCMB) es el banco central de Turquía y fue fundado como sociedad anónima el 11 de junio de 1930.
Las acciones del CBRT se dividen en cuatro clases. Las de clase A pertenecen exclusivamente al Tesoro turco. Las acciones de clase B y C se asignan a los bancos nacionales que operan en Turquía, bancos extranjeros en Turquía y compañías privilegiadas. Por último, las acciones de Clase D son asignadas a instituciones comerciales turcas y personas físicas y jurídicas de nacionalidad turca.
El CBRT determina, a discreción, la política monetaria a seguir y los instrumentos de política para el uso en el logro de la estabilidad de los precios en Turquía. Esto implica que el CBRT disfruta de independencia a la hora de implementar su política monetaria. Con el fin de alcanzar su objetivo de estabilidad de precios, el CBRT ha implementado un completo régimen de objetivos de inflación desde el año 2006.
Los preparativos para establecer un banco central de Turquía comenzaron en 1926, pero la organización fue establecida el 3 de octubre de 1931, y se inauguró oficialmente el 1 de enero de 1932. El Banco tenía, inicialmente, un privilegio de emisión de billetes por un período de 30 años. En 1955, este privilegio se extendió hasta 1999. Finalmente se prolongó indefinidamente en 1994.

## Responsabilidades del CBRT
Como el país de la autoridad monetaria, el CBRT es responsable de la implementación de las políticas monetarias y cambiarias en Turquía, con el objetivo principal de lograr la estabilidad de precios. El CBRT también es responsable de tomar las medidas necesarias para preservar la estabilidad del sistema financiero. Por otra parte, está a cargo de la impresión de billetes, la circulación de dinero, establecer y supervisar los sistemas de pago y por último pero no menos importante, la gestión de las reservas internacionales de Turquía.

## Regulación
Las competencias y funciones actuales del banco están definidas por una ley específica (Ley CBRT) aceptado el 14 de enero de 1970.
La Ley del Banco Central de la República de Turquía, n.º 1715 fue promulgada el 11 de junio de 1930. De acuerdo con la Ley Nº 1715, el objetivo básico del Banco era apoyar el desarrollo económico del país. Para cumplir con este objetivo, el Banco recibió las siguientes funciones:
- Establecer tasas de redescuento y regular los mercados de dinero,
- Ejecutar las operaciones de Tesorería,
- Tomar, conjuntamente con el Gobierno, todas las medidas para proteger el valor de la moneda turca.

Con la introducción de planes de desarrollo económico en Turquía en la década de 1960, se realizaron varios cambios en la Ley del Banco Central. Para el mismo propósito, la Ley n.º 1211, promulgada el 26 de enero de 1970, redefinió las funciones y responsabilidades del Banco Central de la República de Turquía, con tal de implementar las políticas monetarias y de crédito en el marco de los planes de desarrollo.
En la segunda mitad de la década de 1980, el Banco inauguró interbancario de dinero, mercado de divisas, mercado de dinero y comenzó a hacer uso de las operaciones de mercado abierto.

## Funciones y competencias
«El objetivo principal del Banco será la de lograr y mantener la estabilidad de precios. El Banco podrá determinar en su propia discreción, la política monetaria que se aplicará y los instrumentos de política monetaria que se van a utilizar para alcanzar y mantener la estabilidad de precios.»
Las funciones principales del banco son las siguientes:
- para llevar a cabo las operaciones de mercado abierto
- para proteger el valor de la Lira turca y establecer la política de tipo de cambio
- para determinar los requisitos de reservas y requerimiento de liquidez
- para gestionar el oro y las reservas de divisas del país
- para regular el volumen y la circulación de la Lira turca
- para asegurar la estabilidad del sistema financiero y supervisar los mercados financieros

Las atribuciones fundamentales del Banco son:
- El derecho exclusivo de emitir billetes en Turquía
- El derecho a determinar la meta de inflación y ejecución de la política monetaria
- El privilegio de conceder un anticipo al Fondo de Garantía de Depósitos
- El papel de prestamista de última instancia
- La facultad de solicitar la información necesaria de las instituciones financieras

## Dirección

### Comisión ejecutiva
El consejo de administración está compuesta por el Gobernador, que es el presidente de la Junta, y seis miembros elegidos por la asamblea general.

## Edificio
La sede central del banco fue representado en el reverso de la turca 50 kurus billetes de 1944-1947 y de la 2½ lira billetes de 1952-1966.  El nuevo edificio fue representado en el reverso de los 20.000 lira billetes de 1988-1997.

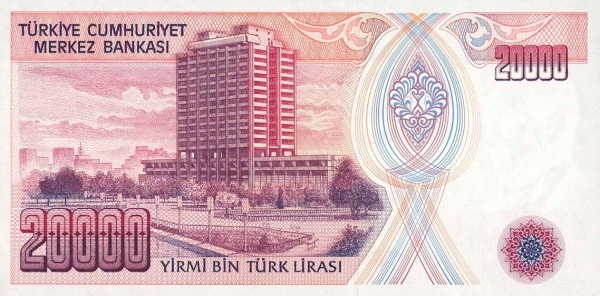
Anverso del billete de 20 000 liras (1988-1997).